# Олимпстрой
«Олимпстрой» — российская государственная корпорация, управлявшая работами, связанными с проектированием, строительством, реконструкцией и эксплуатацией олимпийских объектов в Сочи. Полное наименование — Государственная корпорация по строительству олимпийских объектов и развитию города Сочи как горноклиматического курорта. Штаб-квартиры находились в Москве и Сочи.

## История
8 ноября 2007 года во исполнение Федерального закона № 238-ФЗ от 30 октября 2007 года образована Государственная корпорация по строительству олимпийских объектов и развитию города Сочи как горноклиматического курорта (ГК «Олимпстрой»). Корпорация является правопреемником ФГУП «Дирекция развития города Сочи» по заключённым государственным контрактам на проектирование олимпийских объектов.
29 декабря 2007 года Правительство Российской Федерации утвердило Программу строительства олимпийских объектов и развития города Сочи как горноклиматического курорта.
Имущество госкорпорации формировалось за счёт взносов федерального центра, Краснодарского края, города Сочи и добровольных пожертвований.
До 2014 года «Олимпстрою» планировалось выделить для освоения 186 млрд рублей.
Контролировал расходование выделенных средств непосредственно Президент России. Корпорации предписывалось ежеквартально и ежегодно представлять главе государства финансовые отчёты о деятельности.
17 января 2008 года в Сочи состоялось первое рабочее совещание Государственной корпорации по строительству олимпийских объектов «Олимпстрой». Президентом корпорации был назначен Семён Вайншток.
17 апреля 2008 года президентом корпорации был назначен  бывший глава Сочи Виктор Колодяжный.
С июня 2009 года корпорацию возглавлял Таймураз Боллоев.
С января 2011 года и до упразднения в 2014 году президентом корпорации являлся Сергей Гапликов.
22 июля 2014 года Президент Российской Федерации В. В. Путин подписал закон о ликвидации «Олимпстроя».

## Наименование корпорации
- Полное наименование Корпорации на русском языке «Государственная корпорация по строительству олимпийских объектов и развитию города Сочи как горноклиматического курорта».
- Сокращенное наименование Корпорации на русском языке — ГК «Олимпстрой».
- Полное наименование Корпорации на английском языке — «State Corporation on Construction of Olympic Venues and Development of Sochi as Mountain Climatic Resort».
- Сокращенное наименование Корпорации на английском языке — SC «Olympstroy».

## Полномочия Правительства Российской Федерации в отношении корпорации
Правительство Российской Федерации:
1. назначает на должность и освобождает от должности:
  1. председателя наблюдательного совета Корпорации;
  2. членов наблюдательного совета Корпорации;
  3. президента Корпорации;
2. осуществляет в отношении Корпорации другие полномочия, предусмотренные настоящим федеральными законами, правовыми актами Президента Российской Федерации.

## Органы управления корпорации
Органами управления Корпорации являются:
1. Наблюдательный совет (высший орган Корпорации),
2. Правление (коллегиальный исполнительный орган Корпорации),
3. Президент,
4. Ревизионная комиссия.

Президенты корпорации
1. Семён Михайлович Вайншток (2007—2008)
2. Виктор Викторович Колодяжный (2008—2009)
3. Таймураз Казбекович Боллоев (2009—2011)
4. Сергей Анатольевич Гапликов (2011—2014)[3]

## Показатели деятельности
За 2008 год выручка у компании отсутствовала, чистая прибыль в размере 4,3 млрд руб. была в основном сформирована за счет полученных процентов по депозитам, на которых были размещены полученные от государства денежные средства (остатки денежных средств на 31 декабря 2008 года составляли 69,5 млрд руб.).